# Balfour W. Currie
Pour les articles homonymes, voir Currie.
Balfour Watson Currie (1er novembre 1902 - 8 janvier 1981) est un physicien canadien spécialisée dans les domaines des sciences de l'atmosphère, surtout en météorologie et étude de l'ionosphère. Il fut professeur à l'Université de la Saskatchewan tout en participant à de nombreux projets nationaux et internationaux.  

## Biographie
Né à Helena West dans le Montana, Balfour Currie est venu avec ses parents au Canada à un âge précoce, la famille ayant déménagé sur une ferme à Netherhill, près de Kindersley, dans le centre-ouest de la province de Saskatchewan,. Currie a étudié à l'Université de la Saskatchewan où il a obtenu son baccalauréat de physique en 1925, puis sa Maîtrise en 1927. Il a poursuite ses études à l'Université McGill pour y obtenir son doctorat en 1930.
De 1932 à 1934, il a passé deux ans dans l'Arctique canadien comme météorologue du Service météorologique du Canada. Currie et Frank Davies ont travaillé ensemble à Chesterfield Inlet pendant la deuxième Année polaire internationale (1932-1933) où ils étudièrent les courants induits par le géomagnétisme terrestre. Currie poursuivit plus au tard cette étude à l'Université de la Saskatchewan après la Seconde Guerre mondiale.
Currie a été associé au Département de physique de l'Université de la Saskatchewan de 1928 jusqu'à sa mort en à 1981. Il a d'abord été chercheur, puis professeur de physique à partir de 1943. Il a été promu au poste de chef du département de 1952 à 1961, doyen des études supérieures de 1959 à 1970 et vice-président de la recherche de 1967 à 1974. Il est le fondateur de l'Institut d'études spatiales et atmosphériques (1956-1966) durant cette période. 
Après sa retraite en tant que vice-président, il a été nommé par le Président de l'Université au poste de conseiller spécial en matière de recherche (1974-1978). Plus tard en 1975, il est devenu coordonnateur canadien de l'étude de la magnétosphère international jusqu'à son achèvement à la fin de 1979. Pendant cette période, il a également poursuivi un intérêt de recherche sur l'influence possible de l'activité solaire sur les conditions météorologiques des Prairies canadiennes et les précipitations. Il a aussi été président de l'Association des anciens de l'Université de la Saskatchewan.
Balfour Currie est décédé en 1981 à Saskatoon.

## Reconnaissance
En reconnaissance de ses contributions exceptionnelles à ses domaines d'étude, il a été élu Fellow de la Royal Meteorological Society de Grande-Bretagne en 1940 et un membre de la Société royale du Canada en 1947. En 1962, il a reçu la Médaille de l'ACP pour contributions exceptionnelles de carrière à la physique.
En 1967, Balfour Currie a reçu la médaille Patterson pour service distinguer en météorologie. En 1972, il a été fait Compagnon de l'Ordre du Canada « pour ses services à la science et l'éducation en particulier dans les domaines de la météorologie et la climatologie ».
Au printemps 1977, Balfour Currie a reçu un doctorat honorifique en sciences (recherche spatiale) de l'Université York.